# 溪湖庄役場
溪湖庄役場亦稱溪湖街役場位於臺灣彰化縣溪湖鎮員鹿路三段245號，於民國九十一年（2002年）4月10日公告為歷史建築。目前為溪湖藝文館，是地方文藝中心。

## 沿革
溪湖庄役場建於昭和18年（1943）6月1日，1938年溪湖庄升格為溪湖街後改稱溪湖街役場。1945年以後改為溪湖鎮公所辦公大樓，而鎮公所後方原建有宿舍（西南處）與警衛室（東南處），先後在1967年與1980年代拆除改建為辦公室。在鎮公所遷移至新址以前，此建築一直為溪湖鎮的行政中心，現今門口仍可見溪湖鎮公所字樣。
1982年時曾一度有拆除計畫，後來因故中止。

## 建築特色
溪湖庄役場是台灣現少有的日治時期辦公大樓，除了其建築特色及藝術價值，更重要的是它所見證的歷史變遷。該建築樓高兩層，屋頂是鋪著水泥屋瓦的四坡頂，而正面有山形女兒牆，下面的兩扇窗戶與門上方則有三個拱形的泥塑裝飾。

## 圖片

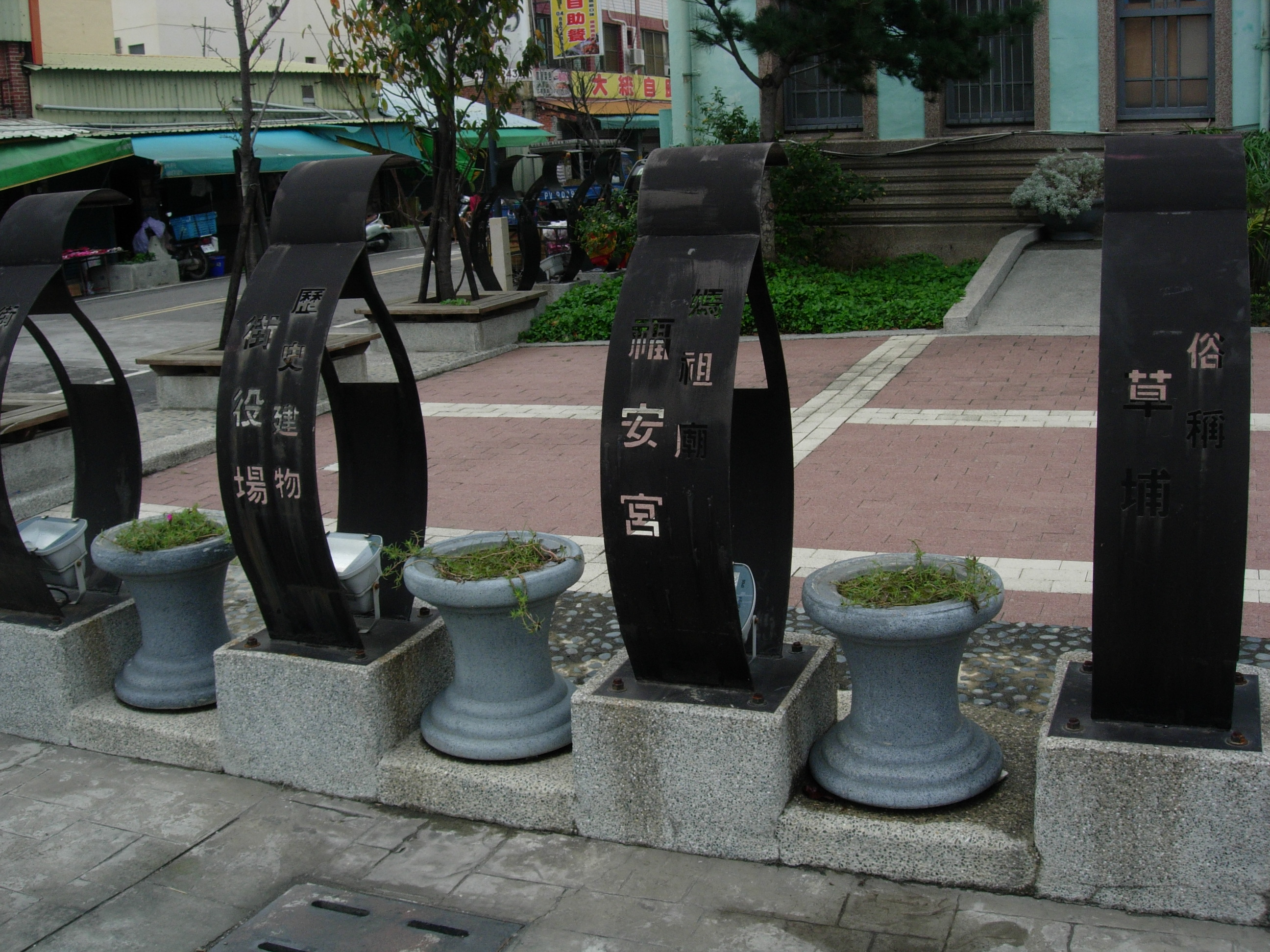
溪湖庄役場前造景
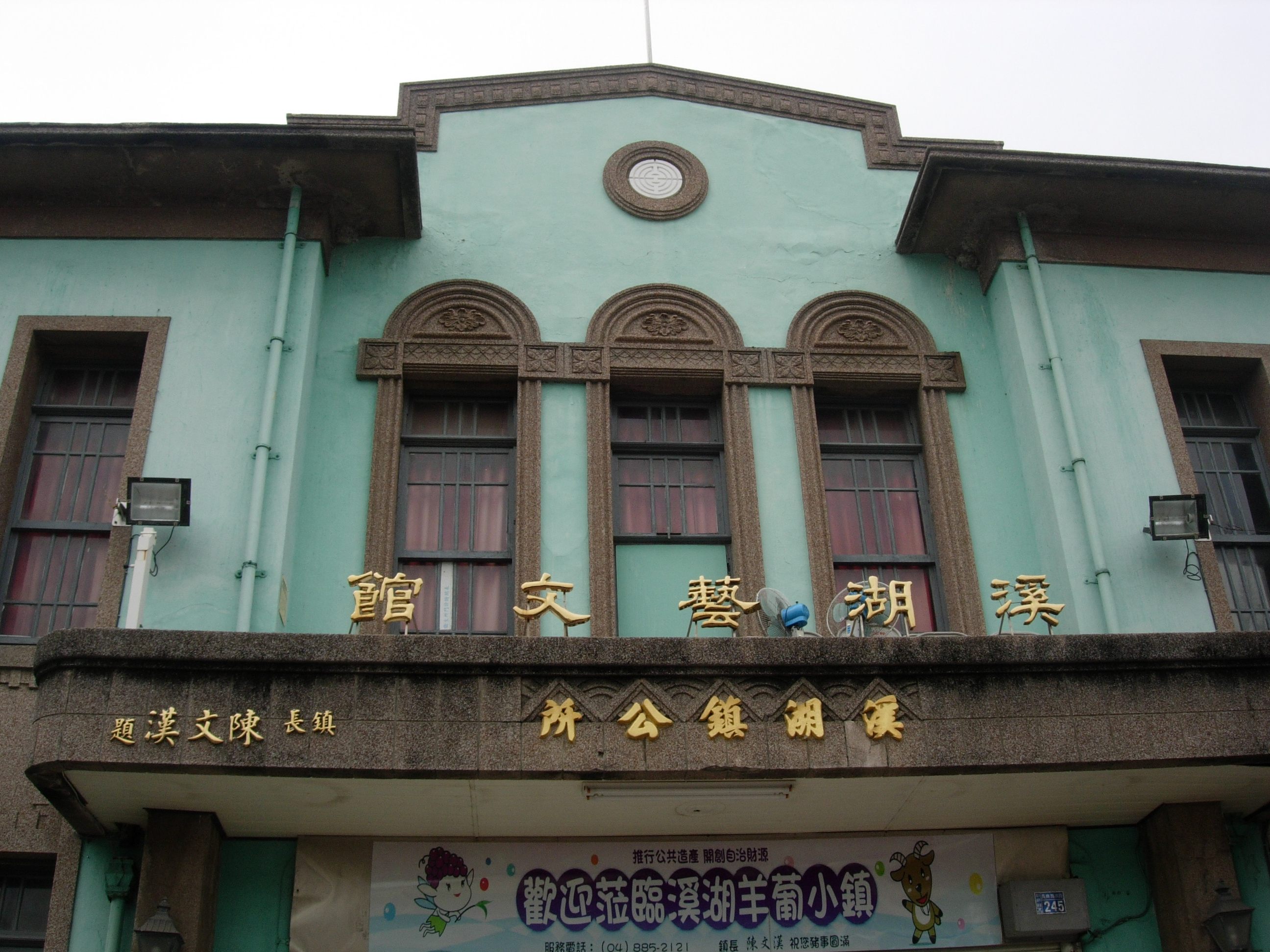
溪湖役場正面
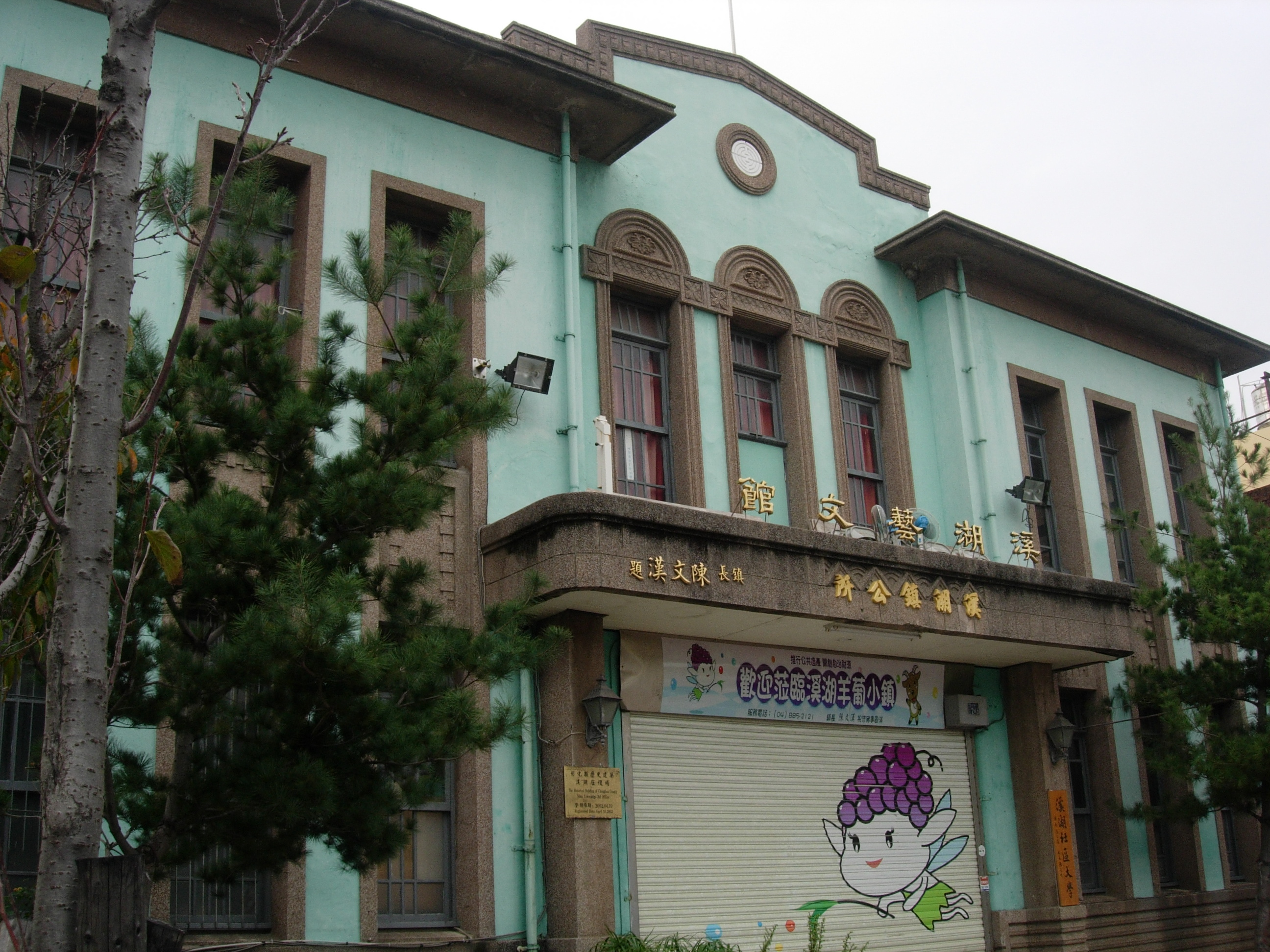
溪湖役場正面
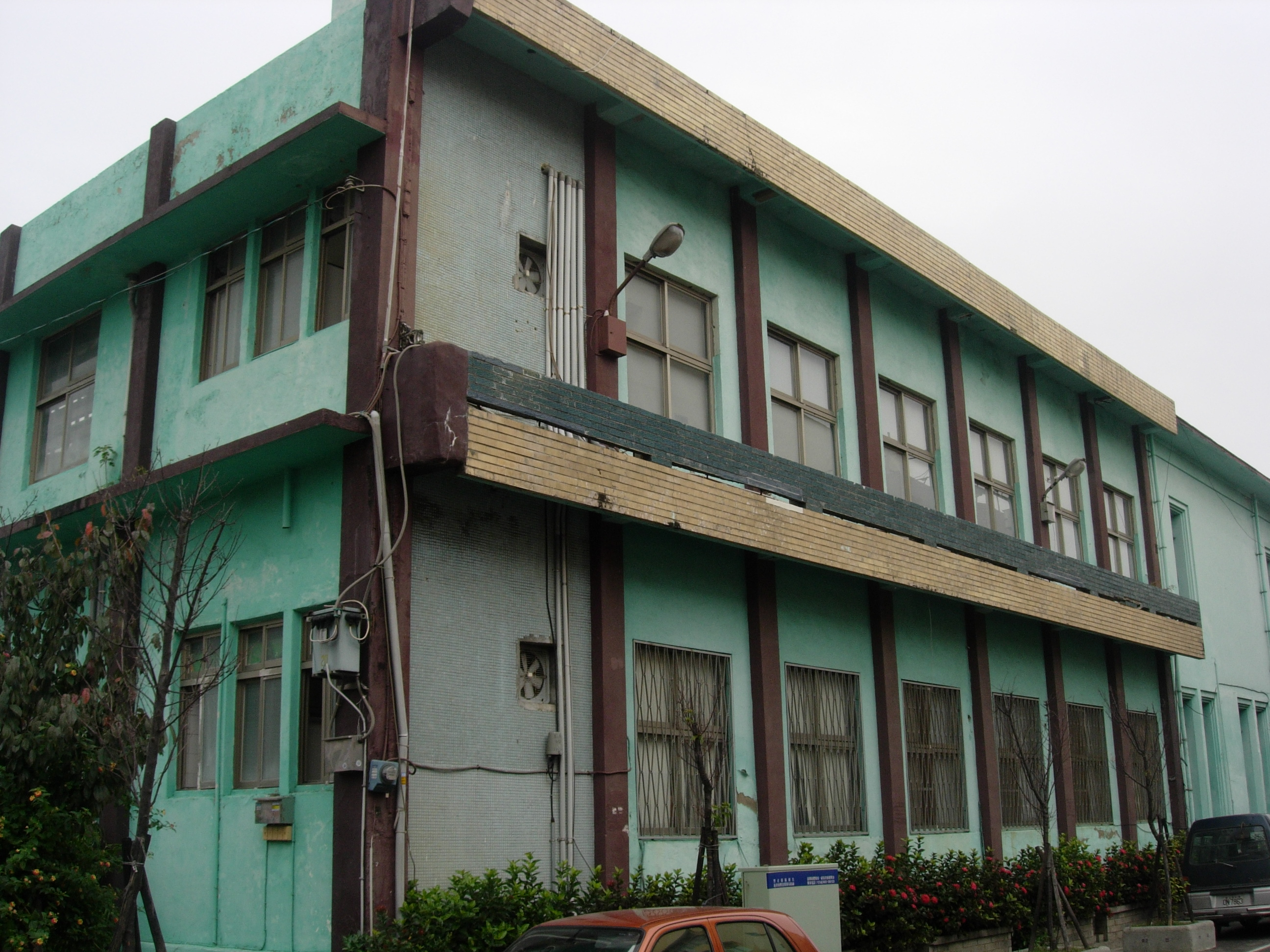
溪湖庄役場側面
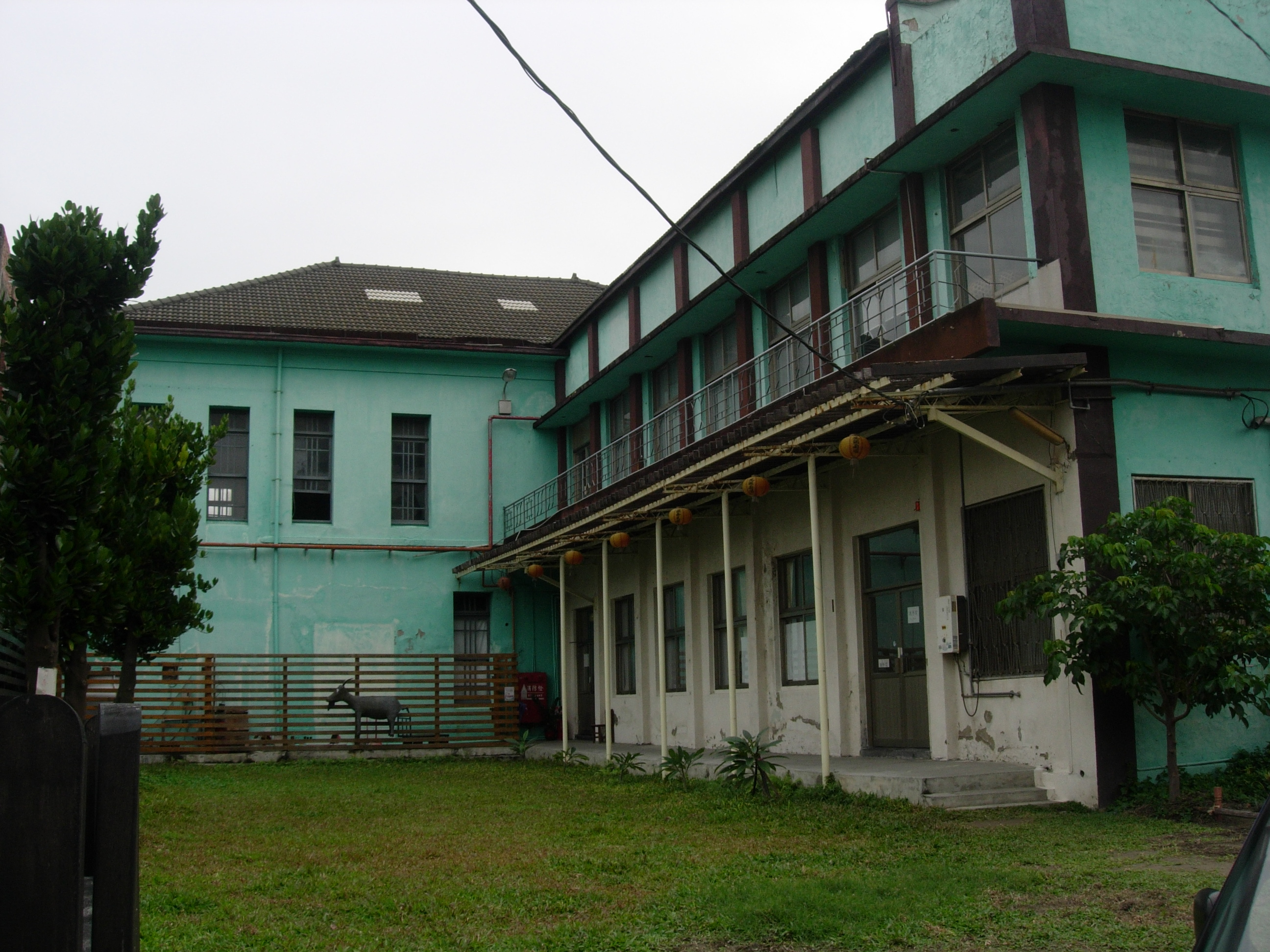
溪湖庄役場背面